# 12 Stars
12 Stars ist ein Jazzalbum von Melissa Aldana. Die im Studio Samurai Hotel, New York City, 2021 entstandenen Aufnahmen erschienen im April 2022 auf Blue Note Records.

## Hintergrund
12 Stars ist das erste Album der Tenorsaxophonistin Melissa Aldana auf dem Blue-Note-Label. Aldana entschied sich für ein Quintett, dem mit Ausnahme von Pianist Sullivan Fortner alle Mitglieder des Quartetts angehören, das sie seit 2017 leitet: Gitarrist Lage Lund, der auch das Album produzierte und zusammen mit Aldana alle Stücke bis auf den 39 Sekunden langen Ausschnitt „Intro to Emilia“ schrieb, Bassist Pablo Menares (der „Intro to Emilia“ schrieb) und Schlagzeuger Kush Abadey. Fortner tauscht auf zwei Tracks das akustische Klavier gegen ein Fender Rhodes E-Piano. Das Album ist benannt nach den 12 Sternen, die auf der Krone der Tarotkartenfigur Die Herrscherin im Waite Tarot abgebildet sind.

## Titelliste

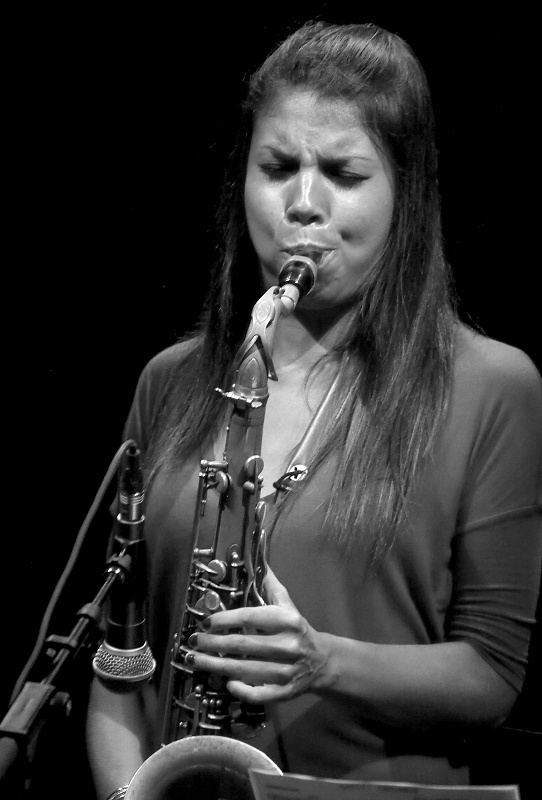
Melissa Aldana (2015)

- Melissa Aldana – 12 Stars (Blue Note – B003459602)[1]

1. Falling 6:22
2. Intuition 7:30
3. Intro to Emilia (Pablo Menares) 0:39
4. Emilia 7:33
5. The Bluest Eye 7:22
6. The Fool 6:51
7. Los Ojos de Chile 5:42
8. 12 Stars 2:59

Wenn nicht anders vermerkt, stammen die Kompositionen von Melissa Aldana und Lage Lund.

## Rezeption
Das Album der Saxophonistin wurde von der Musikkritik einhellig positiv aufgenommen; „dies ist eine raffinierte, geheimnisvolle und [auf] leise [Art] kraftvolle Sammlung, die von Aldanas subtilem, sanftem Stil geprägt ist“, lobte The Times.
Will Layman (Pop Matters) zählte 12 Stars zu den besten Alben des Jahres; die Saxophonistin Melissa Aldana klinge auf ihrer bisher besten Aufnahme brillant. Die Musik sei wunderschön und erforschend, wie eine moderne Brechung der Art des Komponierens, für die Wayne Shorter Pionierarbeit geleistet habe. Shorter sei zwar ein Modell für Aldana, aber kaum das einzige. Lund klinge schrullig und beeindruckend als Solist und Begleitmusiker, und die elektroakustischen Arrangements würden einmal mehr zeigen, dass die alten Debatten darüber, welche Instrumente in dieser Art von Kunstmusik verwendet werden können, von Anfang an albern waren. 12 Stars funktioniere wie ein brillantes Kollektiv, in dem sich die Gitarre mit anderen vitalen Stimmen verwebe.
Noah Sparkes (Treble) bezeichnete das Album als „ein dezentes Juwel des Jahres 2022“. Umgeben von den aufmerksamkeitsstarken Fusionen und elektrisierenden Darbietungen der heutigen Jazzszene mag 12 Stars in seiner entspannten Subtilität unauffällig erscheinen. Aber ebenso lohnenswert sei Aldanas anmutiges und ungezwungenes Spiel, das mühelos über diese Eigenkompositionen fließe. Es sei auch keine „One-Woman-Show“; Aldana lasse ihren Begleitern den gleichen Raum, um Wirkung zu erzielen. Mit Lage Lunds spielerischem Solo auf der Gitarre und etwas geschickter Unterstützung durch den Pianisten Sullivan Fortner sei es eine vollständig kollaborative Unternehmung. 12 Stars sei ein aufrüttelndes Plädoyer für einen sanfteren, zarteren Jazz.
Nach Ansicht von Mike Jurkovic, der das Album in All About Jazz rezensierte und mit viereinhalb Sternen auszeichnete, ist Aldana eine emotional fesselnde Spielerin, die Verwundbarkeit und Sieg in Einklang bringt; ihr Instrument löse sofort „flüsternde Geständnisse und gezielte Aussagen von Stärke und Entschlossenheit“ aus. 12 Stars sei von Anfang an das genaue Gegenteil des Isolationsjargons während der COVID-19-Pandemie. Es sei vielmehr ein Plausch unter Gleichen.

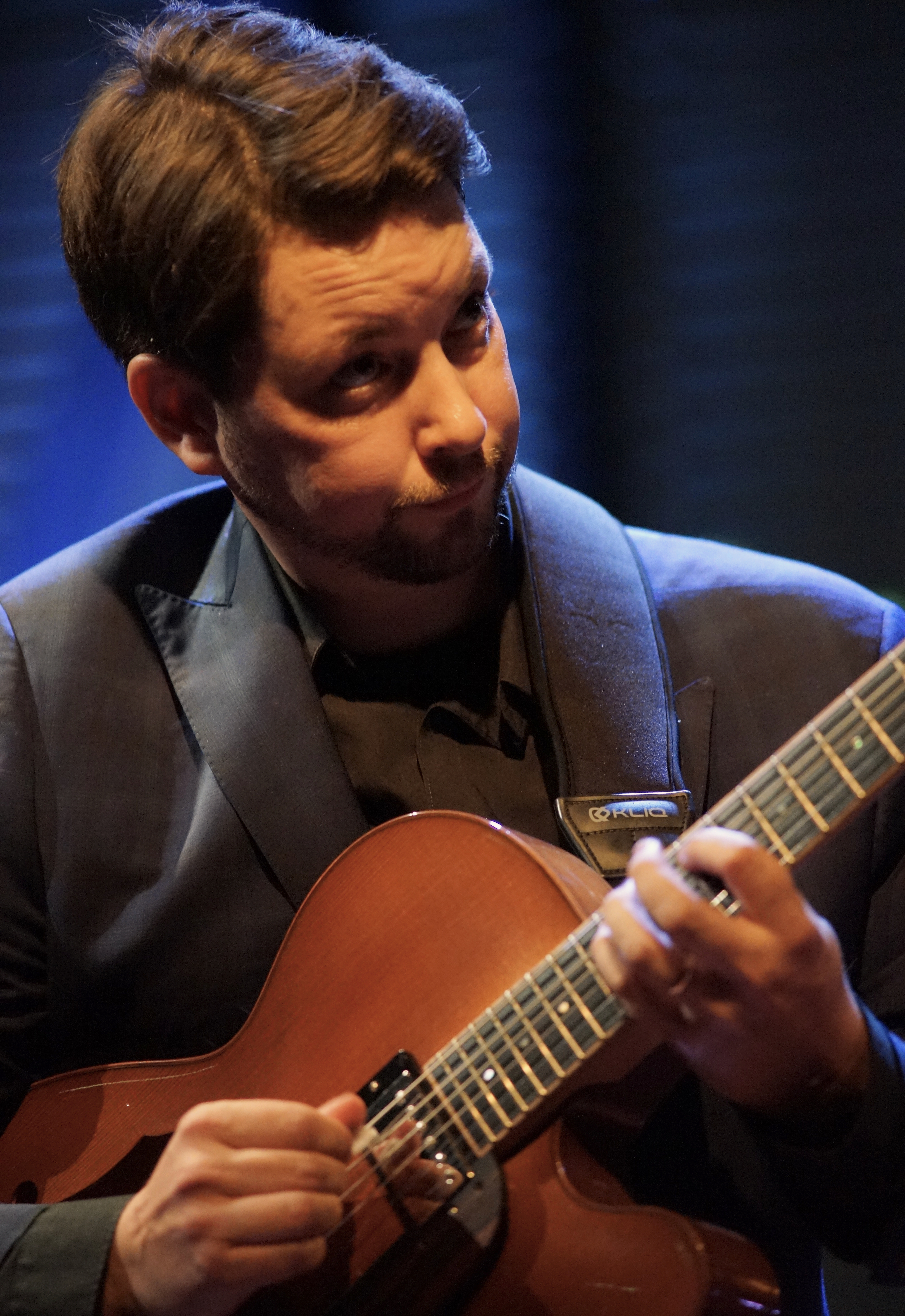
Lage Lund (2017)

Ebenfalls in All About Jazz lobte Chris May, Aldana habe es drauf, vor allem mit dem Klang ihres Saxophons, der am häufigsten die mittleren und oberen Lagen des Tenors bewohnt und Obertöne und gebrochene oder vokalisierte Klänge vollständig vermeide. Es sei ein reiner, sauberer, athletischer Klang mit nur einer Spur Vibrato bei ausgedehnten Tönen. Aldana sei durchweg die Schlüsselsolistin, und ihr Spiel so schön und ihre Ideen so einfallsreich, dass Lunds und Fortners gelegentliche kurze Soli (fast) wie eine Ablenkung wirken würden.
Matt Collar verlieh dem Album in Allmusic viereinhalb Sterne und schrieb, 12 Stars zeige Aldanas wachsende Reife sowohl als Solistin als auch als Bandleaderin. Aldana dabei zu helfen, dieses Gleichgewicht zu erreichen, habe der Gitarrist Lage Lund maßgeblich beigetragen, der mit ihr an den Songs und Arrangements zusammengearbeitet hat. Aldana und Lund seien ein magisches Team, das Melodien oft gemeinsam spielt. Aldanas Kompositionen hätten eine warme, kokonartige Qualität, wenn sie sich und ihr Publikum in schimmernde Klangkaskaden hülle. Sie sei dabei auch wandlungsfähig, mit einem Ton, der in einer Minute wie „klares Wasser“ klinge, bevor er in der nächsten zu einem hohen Rauschen ansteigt, à la Wayne Shorter, wie bei dem verträumten, vom Tango beeinflussten „Intuition“. Sogar auf dem vibrierend treibenden „Los Ojos de Chile“ spiele Aldana mit einer leichten Wärme, die darüber hinwegtäusche, wie athletisch und harmonisch ihre Improvisationsfähigkeiten sind. Mit 12 Stars stelle Aldana all ihre farbenfrohen klanglichen und emotionalen Texturen zur Schau.